# Franse overzeese gebieden

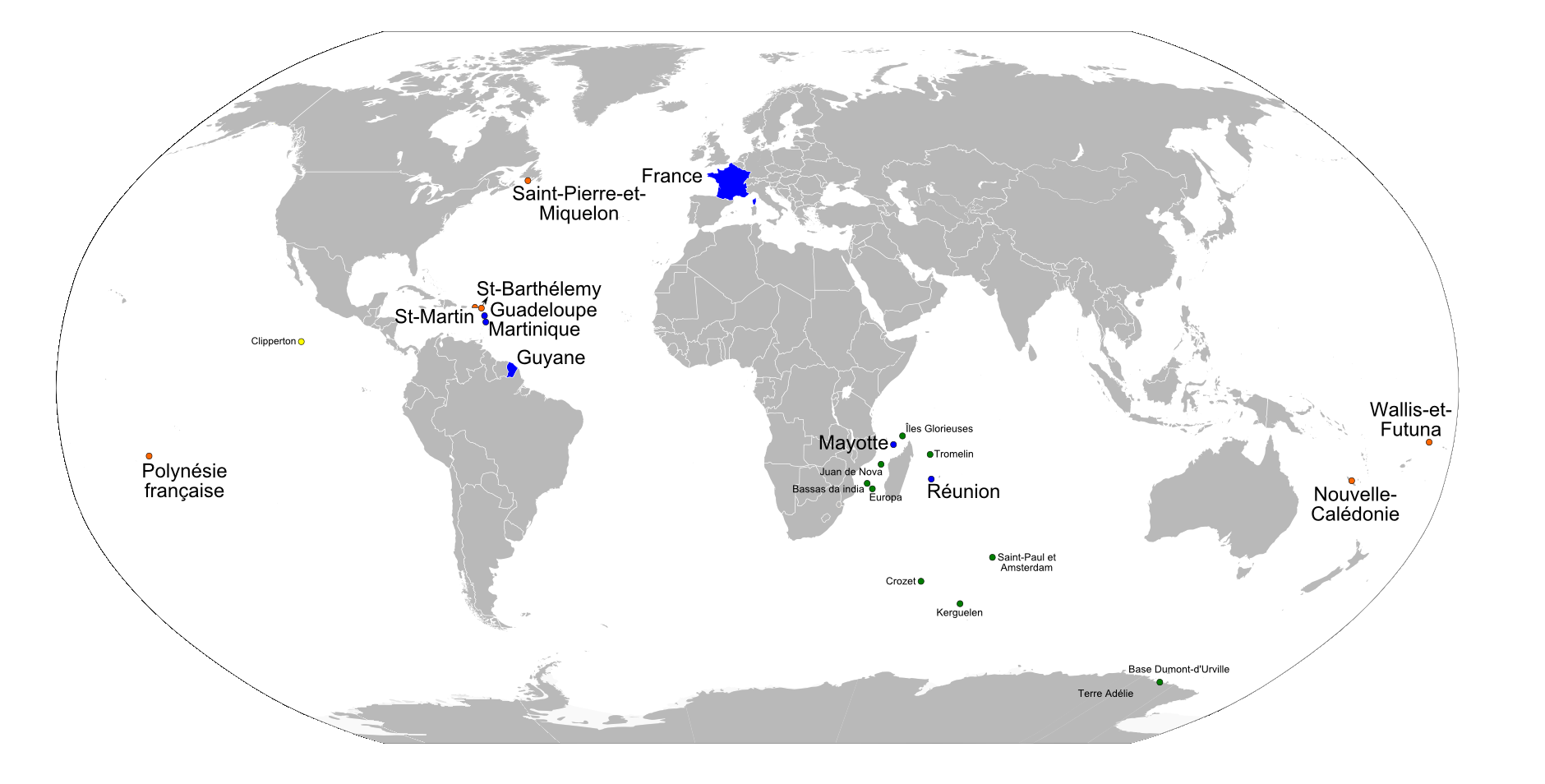
Wereldkaart met aanduiding van de Franse overzeese gebieden

De Franse overzeese gebieden zijn gebieden over de wereld die officieel tot Frankrijk behoren.

## Huidige overzeese gebieden
| Vlag               | Wapen | Gebied                     | Hoofdstad         | Locatie         | Regeringsvorm                     | Inwoners                  | Munteenheid |
| ------------------ | ----- | -------------------------- | ----------------- | --------------- | --------------------------------- | ------------------------- | ----------- |
|                    |       | Clipperton                 | (Geen)            | Grote Oceaan    | Direct bestuur onder Frankrijk    | Geen permanente bevolking | (Geen)      |
|                    |       | Frans-Guyana               | Cayenne           | Zuid-Amerika    | Overzees departement              | 231.167                   | Euro        |
|                    |       | Frans-Polynesië            | Papeete           | Polynesië       | Overzeese gemeenschap             | 295.121                   | CFP-frank   |
|                    |       | Franse Zuidelijke Gebieden | Port-aux-Français | Indische Oceaan | Overzees territorium              | 170                       | Euro        |
|                    |       | Guadeloupe                 | Basse-Terre       | Caraïben        | Overzeese regio                   | 409.905                   | Euro        |
|                    |       | Martinique                 | Fort-de-France    | Caraïben        | Overzeese regio                   | 400.535                   | Euro        |
|                    |       | Mayotte                    | Mamoudzou         | Indische Oceaan | Overzeese regio                   | 186.452                   | Euro        |
|                    |       | Nieuw-Caledonië            | Nouméa            | Melanesië       | Overzeese gemeenschap sui generis | 290.009                   | CFP-frank   |
|                    |       | Réunion                    | Saint-Denis       | Indische Oceaan | Overzeese regio                   | 829.903                   | Euro        |
|                    |       | Saint-Barthélemy           | Gustavia          | Caraïben        | Overzeese gemeenschap             | 7.122                     | Euro        |
|                    |       | Saint-Pierre en Miquelon   | Saint-Pierre      | Noord-Amerika   | Overzeese gemeenschap             | 5.347                     | Euro        |
| Vlag van Frankrijk |       | Sint-Maarten               | Marigot           | Caraïben        | Overzeese gemeenschap             | 32.556                    | Euro        |
|                    |       | Wallis en Futuna           | Matâ'utu          | Polynesië       | Overzeese gemeenschap             | 11.558                    | CFP-frank   |

## Overzeese departementen en regio's
Een overzeese regio heeft hetzelfde statuut als een regio op het Franse vasteland. Ze zijn integraal onderdeel van het Franse staatsbestel en zijn daardoor ook onderdeel van de Europese Unie met de status van ultraperifeer gebied.
Elke overzeese regio is onderverdeeld in een of meerdere overzeese departementen. In de praktijk bestaan alle overzeese regio's uit slechts één departement maar om geen overbodige versnippering te creëren is besloten de bestuurlijke organen, departement en regio's met elkaar te laten versmelten omdat die elkaar toch volledig bedekken.
Op Réunion zijn er plannen in de toekomst een nieuw departement op te richten ten zuiden van het eiland. Als die plannen werkelijkheid worden zal een situatie ontstaan zoals in Corsica dat eveneens uit twee departementen bestaat.
Net als alle departementen in Frankrijk zijn ook de overzeese departementen verder opgedeeld in arrondissementen, kantons en gemeenten:
- alle overzeese departementen samen zijn onderverdeeld in 13 arrondissementen
- de 13 arrondissementen zijn onderverdeeld in 156 kantons
- de 156 kantons zijn onderverdeeld 131 gemeenten

In tegenstelling tot het vasteland hebben de overzeese departementen meer kantons dan gemeenten, op het vasteland is dat omgekeerd.
Er zijn in totaal vijf overzeese regio's/departementen:
- Guadeloupe (sinds 1946)
- Martinique (sinds 1946)
- Frans-Guyana (sinds 1946)
- Réunion (sinds 1946)
- Mayotte (sinds 2011)

## Overzeese gemeenschappen
Een overzeese gemeenschap, een categorie gecreëerd op 28 maart 2003, is moeilijk te beschrijven omdat er verschillende varianten van bestaan. Eigenlijk is het een verzamelnaam van verschillende statuten. 
Er zijn in totaal vijf overzeese gemeenschappen:
- Frans-Polynesië
- Wallis en Futuna
- Saint-Pierre en Miquelon
- Sint-Maarten
- Saint-Barthélemy

### Frans-Polynesië
Frans-Polynesië heeft van de vijf de grootste autonomie. Het 'overzees land' mag zelf wetten uitvaardigen en heeft de mogelijkheid gekregen om de inwoners een lokaal Frans-Polynesisch burgerschap toe te kennen op basis van permanent verblijf, wat eveneens een vereiste is om te mogen stemmen tijdens regionale verkiezingen. 
Frans-Polynesië is onderverdeeld in 5 administratieve subdivisies en 48 gemeenten.

### Wallis en Futuna
Wallis en Futuna is verdeeld in 3 districten die exact overeenkomen met drie traditionele koninkrijken die elk een koning hebben. Deze koningen zijn de enigen die erkend zijn door de Franse republiek.

### Saint-Pierre en Miquelon
Saint-Pierre en Miquelon is een archipel net voor de kust van Canada. Deze gemeenschap heeft een verkiesbare generale raad, een overblijfsel van het overzees departement dat tot 1985 gold. Van 1985 tot 2003 waren de eilanden een territorium met speciaal statuut, de officiële naam van dit gebiedsdeel herinnert daar nog steeds aan.

### Sint-Maarten
Sint-Maarten (Frans deel) is het noordelijke deel van het eiland Sint-Maarten. Tot 2007 behoorde Sint-Maarten tot de overzeese regio Guadeloupe maar koos in 2003 met een referendum voor een zelfstandige status.

### Saint-Barthélemy
Saint-Barthélemy was net als Sint-Maarten tot 2007 een onderdeel van Guadeloupe, maar koos in 2003 eveneens voor een zelfstandige status.

## Overzeese territoria
Anno 2018 kent de Franse administratie slechts één overzees territorium: 
- Franse Zuidelijke Gebieden (sinds 1956)

Vroeger waren er meer gebieden die bekend stonden als overzees territorium:
- Frans-Polynesië, van 1946 tot 2003 (nu een overzeese gemeenschap)
- Nieuw-Caledonië, van 1946 tot 1999 (nu een gebiedsdeel met speciaal statuut)
- Wallis en Futuna, van 1961 tot 2003 (nu een overzeese gemeenschap)

## Overige gebieden

### Nieuw-Caledonië
Nieuw-Caledonië is een overzees gebiedsdeel met een speciaal statuut als gevolg van de Overeenkomst van Nouméa uit 1998. Hierin werd besloten om in een overgangsperiode van vijftien jaar alle bevoegdheden van de Franse staat over te hevelen naar Nieuw-Caledonië, met uitzondering van justitie, defensie, veiligheid en muntzaken. Na afloop van deze periode, ten laatste in 2019, werd een referendum gehouden over mogelijkheid tot onafhankelijkheid van Nieuw-Caledonië. Dit referendum vond plaats op 4 november 2018. 56,4% van de stemgerechtigden koos voor Frankrijk en behoud van de huidige situatie.

### Clipperton
Clipperton is een atol in de Grote Oceaan zonder permanente bevolking. Het wordt direct vanuit Frankrijk bestuurd door de minister voor zaken overzee.

## Relaties met Frankrijk

### Buitenlandse aangelegenheden
Verschillende landen betwisten de soevereiniteit van Frankrijk:
- Clipperton -- wordt geclaimd door Mexico
- Mayotte -- wordt geclaimd door de Comoren
- Réunion -- wordt geclaimd door Mauritius
- Saint-Pierre en Miquelon -- wordt geclaimd door Canada

Amerikaans · Brits · Frans · Nederlands · Portugees · Spaans